# Vyacheslav Hleb
Pour les articles homonymes, voir Hleb.
Vyacheslav Hleb, né le 12 février 1983, est un footballeur international biélorusse qui évolue au poste de milieu de terrain.
Son frère, Aliaksandr, est également footballeur.